# Dioon purpusii
Dioon purpusii ist ein Vertreter der Palmfarne (Cycadales) und gehört zur Gattung Dioon. Die Art ist nach dem Botaniker Carl Albert Purpus (1851–1941) benannt.

## Merkmale
Die Stämme sind baumförmig und aufrecht, bei älteren Exemplaren auch gebogen aufgrund des Gewichts von Stamm und Krone. Sie stehen einzeln oder aufgrund von Wurzelschösslingen in Gruppen. Der Stamm wird 1 bis 5 Meter hoch bei einem Durchmesser von 25 bis 40 cm. Die Cataphylle sind 7 bis 8 cm lang, 1,5 bis 2 cm breit und dicht behaart. 
Die zahlreichen Blätter sind steif, aufrecht, bei alten Pflanzen manchmal nach unten und hinten gebogen. Sie sind 0,8 bis 1,6 m lang, 16 cm breit, flach oder leicht gekielt bei jungen Pflanzen. Junge Blätter sind dicht behaart, die Behaarung bleibt auf Stiel, Rhachis und Unterseite der Blättchen erhalten. Der Blattstiel ist 5 bis 20 cm lang, leicht vierkantig, hat eine geschwollene, 2 bis 3 cm breite Basis. Die Fiederblättchen stehen in 75 bis 130 Paaren, sind steif, stechend und nach vorne gerichtet. Sie sind 7 bis 11,5 cm lang, 8 bis 10 mm breit, und schief an der Rhachis befestigt: die zur Blattspitze weisende Seite liegt höher. Im oberen Blattteil überlappen sich die Blätter, im unteren Teil stehen die Blättchen weiter entfernt. Der Blattrand ist ganzrandig oder mit kleinen Dornen besetzt. 
Die weiblichen Zapfen stehen einzeln, zunächst aufrecht, später leicht geneigt. Sie sind eiförmig, 44 bis 52,5 cm lang und 20 bis 25 cm im Durchmesser nahe der Basis. Der Stiel ist kurz, sodass der Zapfen sitzend erscheint. Die an der Zapfenoberfläche liegende Seite des Sporophylls ist lang dreieckig, 10 bis 18,5 cm hoch, an der Basis 5 bis 9,5 cm breit, dicht wollig. Die Sarcotesta des Samens ist zur Reife gelb. Die Sklerotesta ist annähernd kugelig, 30 bis 40 mm lang, 29 bis 30 mm im Durchmesser und glatt. Die Chalaza besitzt eine 4 bis 5 mm breite Grube.
Die männlichen Zapfen stehen einzeln und aufrecht, bis der Pollen verbreitet ist. Sie sind 20 bis 36 cm lang bei einem Durchmesser von 7 bis 13 cm. Der Stiel ist kurz, 2 bis 5 cm lang; der Zapfen erscheint meist sitzend. Die an der Zapfenoberfläche liegende Seite des Sporophylls ist dreieckig, 15 bis 22 mm hoch wie breit, grau-grün und an der Zapfenspitze dicht hellbraun behaart. Die Sporangien stehen in zwei Gruppen, die durch eine 2 mm breite sterile Zone getrennt sind. 
Die Chromosomenzahl beträgt 2n = 18.

## Verbreitung und Standorte
Die Art ist endemisch im mexikanischen Bundesstaat Oaxaca, wo sie im Tomellin Canyon nahe den Dörfern Santa Catarina und Tomellin sowie in der Sierra Mixteca vorkommt. Die Standorte sind in trockenem, tropischem laubwerfendem Wald, meist im Schatten von Bäumen. Meist wachsen sie an den steilen felsigen Hängen von tiefen Schluchten zusammen mit Kakteen, Agaven und Beaucarnea in 1000 bis 1500 m Seehöhe. Der jährliche Niederschlag beträgt 500 bis 1000 mm und fällt vorwiegend im Sommer. Die Temperaturen betragen im Sommer 20 bis 30 °C, im Winter 10 bis 20 °C.
In diesem Gebiet kommt sie in individuenreichen Kolonien vor, die über das Gebiet verstreut sind. Das Gebiet ist relativ unzugänglich. Standorte und Pflanzen werden kaum gestört, die lokale Bevölkerung nutzt die Blätter lediglich am Palmsonntag. 

## Botanische Geschichte
Die Art wurde erstmals 1901 gesammelt und zunächst für Dioon edule gehalten. 1908 sammelten Joseph Nelson Rose und Daniel T. Mac Dougal sie erneut und erkannten sie als eigene Art, die Rose 1909 als Dioon purpusii beschrieb. Bis 1980 wurden allerdings alle Exemplare der Gattung, die über Blattrand-Dornen verfügen, als Dioon purpusii bezeichnet, seitdem wurden mehrere weitere Arten beschrieben.